# Ziemia poduchowna
Ziemia poduchowna - ziemia kościelna przejęta represyjnie przez władze carskie z powodu wspierania powstania styczniowego przez duchowieństwo. Skonfiskowano również kapitały służące utrzymaniu kościołów.